# DeSoto Theater
El Teatro DeSoto es un teatro en el centro de Rome, Georgia, en los Estados Unidos . El Teatro DeSoto fue el primer teatro en el sureste en mostrar Sound Movies. Actualmente es propiedad de la Fundación del Teatro Histórico DeSoto, una organización sin fines de lucro creada por el antiguo propietario del edificio y actual grupo de teatro residente, el Rome Little Theatre. El edificio anterior albergaba la Oficina de Libertos de Roma. A principios de 1908, OC Lam, el propietario de Lam Amusement Company, trazó planes para construir una nueva sala de cine en el centro de Rome, Georgia. Lam quería construir un palacio de cine, un teatro lujoso inspirado en el Roxy de Nueva York. Lam compró una sección de bienes raíces de primera en la calle principal del centro de Roma por 37,000 dólares.
El exterior del edificio y el interior georgiano alojaron con estilo una serie de innovaciones recientes del cine. Diseñado como un teatro "talkie", es el primer lugar en el Sur diseñado y construido para imágenes sonoras. La nueva casa de Roma contaba con un sistema de sonido Vitaphone. Era calentado y enfriado por un innovador sistema de aire acondicionado y caldera tubular. Además, fue equipado con equipos de seguridad contra incendios de última generación. Dotado de numerosas salidas, podía vaciarse en dos minutos.
Lam nombró a su nuevo palacio de cine por Hernando DeSoto, quien muchos historiadores pensaron que pasó por el área que ahora es Roma en 1600. Se completó a un costo de 110,000 dólares y se inauguró en agosto de 1927. Tenía capacidad para 1500 personas, lo que lo convertía en uno de los siete lugares de cine más grandes de Georgia en ese momento. El teatro fue un éxito instantáneo y el orgullo de Roma. Fue una de las principales fuentes de entretenimiento para el noroeste de Georgia y el noreste de Alabama durante los siguientes treinta años.

## Fundación del Teatro Histórico DeSoto
En 1982, cerró como sala de cine, pero pronto volvió a abrir como sede del grupo local de teatro amateur de Roma. El Rome Little Theatre ha presentado docenas de obras en los 28 años que ha sido propietario del DeSoto, y el teatro es una de las sedes del Festival Internacional de Cine de Roma anual. La Fundación del Teatro Histórico DeSoto ahora administra las instalaciones, y el DeSoto continúa siendo una fuente de entretenimiento en el centro de Roma. El DeSoto aún conserva su marquesina Art-Deco, el vestíbulo de entrada francés con espejos y el diseño interior georgiano.

En la actualidad, administrado por la Fundación del Teatro Histórico DeSoto, está realizando esfuerzos de preservación para restaurar el teatro a su antiguo esplendor. Se debe asegurar la financiación para ayudar en estos esfuerzos. Esta asistencia financiera podría venir en forma de donaciones privadas, fondos gubernamentales o dotaciones de preservación.